# Elisabeta de Württemberg
Elisabeta de Württemberg (Elisabeth Wilhelmine Luise; 21 aprilie 1767 – 18 februarie 1790) a fost prin naștere Ducesă de Württemberg și prin căsătorie Arhiducesă de Austria. 

## Biografie
A fost al optulea copil din cei doisprezece ai Ducelui Friedrich al II-lea de Württemberg și ai Sofiei Dorothea de Brandenburg-Schwedt. A fost botezată Elisabeth Wilhelmine Luise.
La vârsta de 15 ani a fost chemată de împăratul Iosif al II-lea la Viena și educată la  Salesianerinnenkloster unde s-a convertit la catolicism. Scopul a fost s-o facă viitoarea soție a nepotului lui Iosif, Francisc, viitorul împărat.
La Viena, la 6 ianuarie 1788, Elisabeta și Francisc s-au căsătorit. La acel moment, împăratul Iosif era bolnav; tânăra arhiducesă a fost apropiată de împărat și i-a luminat ultimii ani cu farmecul ei tineresc. La sfârșitul anului 1789, Elisabeta a rămas însărcinată; totuși, starea ei era foarte delicată, în parte din cauza preocupării pentru sănătatea deteriorată a împăratului. Iosif a primit Ungerea de pe urmă la 15 februarie 1790 iar scena a copleșit-o pe tânăra arhiducesă: ea a leșinat la vederea împăratului bolnav în stadiu terminal. În noaptea de 18 februarie Elisabeta a născut-o prematur pe fiica ei, arhiducesa Ludovika Elisabeta de Austria, care a trăit numai 18 luni. Elisabeta nu a supraviețuit nașterii, care a durat mai mult de 24 de ore, și a murit în ciuda unei operației de urgență pentru a-i salva viața. Două zile mai târziu a murit și împăratul Iosif.

## Arbore genealogic
1. ↑  Dictionary of Women Worldwide[*] Verificați valoarea |titlelink= (ajutor)